# Thanks for the Dance
Albums de Leonard Cohen
You Want It Darker
(2016)
Thanks for the Dance est le quinzième et dernier album studio du chanteur canadien Leonard Cohen sorti le 22 novembre 2019. 
Il s'agit d'un album posthume. Pour la plupart des chansons, les paroles sont de Leonard Cohen et la musique de son fils Adam Cohen. La musique de Thanks for the Dance est de Anjani Thomas, Sharon Robinson a contribué à celle de It's torn, et Patrick Leonard à celle de Moving on. La chanson The Hills est entièrement créditée à Leonard Cohen. Le musicien et producteur québécois Daniel Lanois joue la guitare, le piano et fait les chœurs. 

## Liste des titres
| 1.    | Happens to the Heart      | 4:33 |
| 2.    | Moving On                 | 3:11 |
| 3.    | The Night of Santiago     | 4:15 |
| 4.    | Thanks for the Dance      | 4:13 |
| 5.    | It's Torn                 | 2:57 |
| 6.    | The Goal                  | 1:12 |
| 7.    | Puppets                   | 2:39 |
| 8.    | The Hills                 | 4:17 |
| 9.    | Listen to the Hummingbird | 2:00 |
| 29:17 |                           |      |

## Artistes
Selon le livret inclus avec l'album :
- Leonard Cohen : Chant (1-9)
- Adam Cohen : Guitare acoustique (3), claquements de mains (3), synthétiseur (7), chant (9)
- Daniel Lanois : Piano (1, 3), chœurs (3), effets de guitare (5)
- Beck : Guitare acoustique (3), guimbarde (3)
- Javier Mas : Guitare (2-4,6,9), Laùd espagnol (1, 4), claquements de mains 3)
- Michael Chaves : Guitares acoustique et électrique, basse, synthétiseur, percussions, batterie, claquements de mains, ingénieur
- Carlos de Jacoba : Guitare acoustique
- George Doering : Ukulele Baryton
- Avi Avital : Mandoline (2)
- Caimin Gilmore : Contrebasse
- Dave Stone : Contrebasse
- Richard Reed Parry : Basse
- Mishka Stein : Basse
- Josefina Vergara : Violon
- Charlie Bisharat : Violon
- Andrew Duckles : Alto
- Alistair Sung : Violoncelle
- Jacob Braun : Violoncelle
- Patrick Leonard : Piano
- Dustin O'Halloran : Piano
- Larry Goldings : Piano, flûte
- Patrick Watson : Orgue, synthétiseur, arrangements des cuivres, ingénieur, production
- Zac Rae : Claviers, vibraphone, zither, batterie, cymbales, cloches, vibraphone
- Stewart Cole : Synthétiseur, clarinette, trompette, bugle, chœurs
- Marlies VanGangelen : Hautbois
- Maaike van der Linde : Flûte
- Jason Sharp ; Saxophone
- Georg Platz : Clarinette
- Romain Bly : Trompette
- Kobi Arditi : Trombone
- Pietro Amato : Saxhorn
- Jamie Thompson : Batterie (8)
- Matt Chamberlain: Batterie, percussions
- Sharon Robinson : Percussions (5), chant (5)
- Jennifer Warnes, Damien Rice, Leslie Feist, Sílvia Pérez Cruz : Chœurs
- David Campbell, Andre Deritter : Direction de l'Orchestre
- Shaar Hashomayim Synagogue Choir et Berlin-based Cantus Domus choir : Chœurs (7)

## Certifications
| Pays     | Association  | Certication | Ventes/Équivalences |
| -------- | ------------ | ----------- | ------------------- |
| Autriche | IFPI Austria | Or          | 7 500               |